# Heinrich Otto Salkowski
Heinrich Otto Salkowski (* 13. April 1846 in Königsberg; † 30. Oktober 1929 in Münster) war ein deutscher Chemiker.

## Leben
Salkowskis Vater war Kaufmann. Heinrich Salkowski besuchte das Königliche Gymnasium in Königsberg und studierte von 1863 bis 1868 Naturwissenschaften mit Schwerpunkt Chemie in Königsberg, wo er 1868 auch promoviert wurde. Von 1868 bis 1870 setzte er sein Studium in Berlin und Bonn fort, anschließend war er bis 1874 wissenschaftlicher Assistent am Chemischen Laboratorium in Königsberg. Dort wurde er 1873 habilitiert. Ab 1873 war er zunächst Privatdozent, später übernahm er die Lehrstuhlvertretung und war kommissarischer Direktor des Chemischen Laboratoriums, bevor er 1878 außerordentlicher Professor der Chemie an der Universität Königsberg wurde. Im gleichen Jahr wechselte Salkowski an die Universität Münster, wo er im folgenden Jahr 1879 ordentlicher Professor der Chemie und zugleich Vorsteher des Chemischen Laboratoriums wurde. 1888/89 war er Rektor der Universität Münster.

## Schriften (Auswahl)
- Ueber einige arsensaure Salze und eine neue Bestimmungsmethode des Wismuths. Dalkowski, Königsberg 1868 (Königsberg, Univ., Diss. v. 21. Juli 1868).
- Tafeln zur qualitativen chemischen Analyse zum Gebrauch im Laboratorium. Brunn (Bredt), Münster i. W. 1892 (Digitalisat)
- Organisch-chemisches Praktikum für Mediziner: Kurzer Leitfaden. Schöningh, Münster 1911.